# Robert Joly (architecte)
 (octobre 2018).
Pour les articles homonymes, voir Robert Joly (homonymie) et Joly.
Robert Joly (né Robert Georges Léon Joly en 1928 et mort en 2012) est un architecte et urbaniste français.

## Biographie

### Enfance
Robert Joly est né à Saint-Denis le 11 novembre 1928 d'Émile Joly, un employé de la SNCF et de Georgette Georges. Il est le frère cadet de Pierre Joly. Peu après sa naissance, la famille déménage à Orsay.

### Études
Après des études secondaires au lycée Lakanal à Sceaux et au lycée Henri IV à Paris, Robert Joly entre en 1945 à l'école d'affichisme de Paul Colin et en ressort diplômé en 1947. Il intègre ensuite l'Institut d'urbanisme de Paris.

### Carrière
Robert Joly commence sa carrière d'urbaniste comme assistant auprès d'André Leconte dans l'établissement de la ville nouvelle de Nouakchott, capitale de la Mauritanie alors colonie française, mais sur le point d'accéder à l'indépendance. 
Joly participe à la conception de l'habitat de Nouakchott, et dessine également les plans des écoles de la ville, selon les principes modernistes et fonctionnalistes.
Robert Joly intègre à la même époque l'équipe de Robert Auzelle pour travailler sur la zone A du Quartier de La Défense, jusqu'en 1962.
En 1968, alors que Joly est l'architecte en chef des bâtiments civils et palais nationaux (BCNP), il reçoit d'André Malraux la commande du bâtiment de l'Institut de l'environnement, «un bâtiment provisoire à six niveaux», sur un terrain en bordure de la Rue Érasme. Ce bâtiment à l'architecture industrialisée est réalisé en un temps record.
Il participe également jusqu'en 1974 à la conception et à la construction de plus de 600 logements à Chatou dans le cabinet de Roger Faraut.
De 1966 à 1994, il est professeur à l'Institut d'urbanisme et à l'École nationale supérieure d'architecture de Paris-La Villette.

## Publications
- Pierre Joly et Robert Joly, L’architecte André Lurçat, Paris, Éditions Picard, 1995 (ISBN 2-7084-0475-X, EAN 9782708404755)